# Saint-Aubin-du-Cormier
Saint-Aubin-du-Cormier è un comune francese di 3 756 abitanti situato nel dipartimento dell'Ille-et-Vilaine nella regione della Bretagna.
Le sue vicinanze furono teatro di una grande battaglia il 28 luglio 1488, durante la guerra franco-bretone.

## Società

### Evoluzione demografica
Abitanti censiti